# Élections européennes de 2014 à Malte
Les élections européennes de 2014 ont eu lieu entre le 22 et le 25 mai selon les pays, et le samedi 24 mai 2014 à Malte. C'étaient les troisièmes élections européennes auxquels participent les maltais depuis l'entrée de leur pays dans l'Union européenne et les premières depuis l'entrée en vigueur du Traité de Lisbonne qui a renforcé les pouvoirs du Parlement européen et modifié la répartition des sièges entre les différents États-membres. Ainsi, les Maltais n'ont pas élu 5 députés européens comme en 2009, mais 6. Les députés européens maltais sont élus selon la méthode du scrutin à vote unique transférable.

## Députés sortants
| Député | Député                      | Parti                              | Affiliation |
| ------ | --------------------------- | ---------------------------------- | ----------- |
|        | Claudette Abela Baldacchino | Parti travailliste · 4 sièges ( 1) | S&D         |
|        | Marlene Mizzi               | Parti travailliste · 4 sièges ( 1) | S&D         |
|        | John Attard-Montalto        | Parti travailliste · 4 sièges ( 1) | S&D         |
|        | Joseph Cuschieri            | Parti travailliste · 4 sièges ( 1) | S&D         |
|        | Roberta Metsola             | Parti nationaliste · 2 sièges ()   | PPE         |
|        | David Casa                  | Parti nationaliste · 2 sièges ()   | PPE         |

## Mode de scrutin
Les six députés européens maltais sont élus au suffrage universel direct par les citoyens maltais et les ressortissants d’un autre État membre de l’UE, et âgés de plus de 18 ans. Le scrutin se tient selon le mode du vote unique transférable. Les électeurs classent les différents candidats selon un ordre de préférence. Aussi, pour être élu un candidat doit dépasser un quota de voix calculé préalablement (nombre de votes valides exprimés divisé par nombre de sièges à pouvoir plus 1). Les voix supplémentaires que ce candidat a recueilli étant ensuite redistribués entre les candidats restant en liste selon les préférences émises par les électeurs,,.

### Critiques
Pour passer des 257 588 bulletins de vote sortis des urnes aux derniers 95 609 répartis au 28e et dernier compte, il aura fallu plus de 67 heures ininterrompues (dont trois nuits) de brassage des bulletins pour finir par connaître les six députés européens maltais. Même si les Maltais sont attachés à leur mode de scrutin, pour beaucoup d'observateurs, le dépouillement est beaucoup trop long. Le problème vient qu'il n'y a qu'une seule zone électorale pour les élections européennes, pour les élections générales où il y a généralement deux fois plus de candidats, les élections se font dans treize districts de vote diminuant d'un facteur 13 le nombre de bulletins à manipuler. Pour un nombre de comptes qui peut dépasser les trente, la durée de dépouillement dépasse rarement les 36 heures. Il existe aussi une autre raison : le dépouillement, les comptages, les répartitions des votes préférentielles se font sous la surveillance de délégués des deux principaux partis. Le responsable de la commission électorale, Louis Fsadni, a fait savoir qu'il avait été obligé de retirer du personnel des tables de comptage car les partis politiques n'avaient pas délégué suffisamment d'observateurs.

## Candidats
Les personnes suivantes sont candidates aux élections européennes de 2014 à Malte.
- Parti de l'aigle - PA - (Partit tal-Ajkla)
  - Nazzareno Bonnici - candidat en 2009 dans la même formation

- Alliance du changement - AB - (Alleanza Bidla)
  - Anthony Calleja
  - Ivan Grech Mintoff

- Alliance libérale - AL - (Alleanza Liberali)
  - Jean-Pierre Sammut

- Alternative démocratique - AD - (Alternattiva Demokratika)
  - Carmel Cacopardo
  - Arnold Cassola - candidat en 2009 dans la même formation

- Europe Empire - IE - (Imperium Europa)
  - Arlette Baldacchino
  - Antoine Galea
  - Norman Lowell - candidat en 2009 dans la même formation

- Parti travailliste - PL - (Partit Laburista)
  - Angelo Emanuele Bianco
  - Clint Camilleri
  - Peter Cordina
  - Joseph Cuschieri (sortant)
  - Miriam Dalli
  - Cyrus Engerer
  - Mario Farrugia Borg
  - Charlon Gouder
  - Ivan Grixti
  - Marlene Mizzi (sortante)
  - Alfred Sant - ancien premier ministre
  - Deborah Schembri
  - Fleur-Anne Vella

- Parti nationaliste - PN - (Partit Nazzjonalista)
  - Raymond Bugeja
  - David Casa (sortant)
  - Therese Comodini Cachia
  - Kevin Cutajar
  - Barbara Helga Ellul
  - Stefano Mallia
  - Roberta Metsola (sortante)
  - Kevin Plumpton
  - Jonathan Patrick Shaw
  - Norman Vella
  - Francis Zammit Dimech

## Résultats

### Répartition
| Parti                                                             | Parti                    | Groupe parlementaire | Voix    | %     | +/–   | Sièges | +/– |
| ----------------------------------------------------------------- | ------------------------ | -------------------- | ------- | ----- | ----- | ------ | --- |
|                                                                   | Parti travailliste       | S&D                  | 134 462 | 53,39 | -9,35 | 3      | =   |
|                                                                   | Parti nationaliste       | PPE                  | 100 785 | 40,02 | +2,76 | 3      | +1  |
|                                                                   | Alternative démocratique |                      | 7 418   | 2,95  | +0,61 | 0      | =   |
|                                                                   | Imperium Europa          |                      | 6 761   | 2,68  | +1,21 | 0      | =   |
|                                                                   | Autres                   | Autres               | 2 425   | 0,96  | –     | 0      | =   |
| Votes exprimés                                                    | Votes exprimés           | Votes exprimés       | 251 851 | 97,77 |       |        |     |
| Blancs et nuls                                                    | Blancs et nuls           | Blancs et nuls       | 5 737   | 2,23  |       |        |     |
| Total                                                             | Total                    | Total                | 257 588 | 100   | –     | 6      | +1  |
| Participation                                                     | Participation            | Participation        | 344 356 | 74,81 | +5,1  |        |     |
| Source: Parlamento Europeo (archives), Governo Maltese (archives) |                          |                      |         |       |       |        |     |

Inscrits : 344 356 dont 7 880 citoyens EU

### Élus
|  | Député                  | Parti              | Affiliation |
|  | ----------------------- | ------------------ | ----------- |
|  | Alfred Sant             | Parti travailliste | S&D         |
|  | Miriam Dalli            | Parti travailliste | S&D         |
|  | Marlene Mizzi           | Parti travailliste | S&D         |
|  | Roberta Metsola         | Parti nationaliste | PPE         |
|  | David Casa              | Parti nationaliste | PPE         |
|  | Therese Comodini Cachia | Parti nationaliste | PPE         |

## Analyse
Ces élections sont l'occasion, après une grave maladie, du retour en politique d'Alfred Sant, ancien premier ministre, qui s'était en son temps opposé à l'entrée de Malte dans l'Union européenne. Il adhère aujourd'hui à la ligne politique de son parti qui est devenu pro-européen.
Simon Busuttil, leader du Parti nationaliste, pour reconstruire son parti après l'échec aux élections générales de 2013 et mobiliser son électorat, avait fait de la conquête d'un troisième siège d'eurodéputé, un objectif pour ces élections européennes. Il faut noter que ce n'était pas prendre un gros risque puisque depuis 2004, c'est toujours le parti d'opposition qui remporte les européennes. Interviewé, Simon Busuttil déclare « Je ne démissionnerai pas même si nous n'obtenons pas ce troisième siège ». Finalement le parti nationaliste avec 40 % des voix contre 53 % aux travaillistes, s'il ne gagne pas ces élections, comme les sondages le laissaient prévoir, obtient quand même ce troisième siège, masquant ainsi un échec relatif.